# شاهنامه‌پژوهی
شاهنامه‌پژوهی به معنای پژوهش در زمینه‌های گوناگونِ شاهنامه است.

## شاهنامه‌پژوه
شاهنامه‌پژوه محقق یا ادیبی است که به بررسی و پژوهش در شاهنامه و فردوسی در زمینه‌های گونه‌گونِ ادبی، تاریخی، جغرافیایی و زمینه‌های دیگری همچون واژه‌شناسی، ریشه‌شناسی، اسطوره‌شناسی، نمادشناسی، سبک‌شناسی و زیبایی‌شناسی می‌پردازد.

## شاهنامه‌پژوهی
همچنان که از خودِ این ترکیب نیز برمی آید شاملِ مجموعهٔ تحقیقاتِ مربوط به حماسهٔ ملّیِ ایران و طبعاً سُرایندهٔ آن فردوسی در همهٔ جهات و موضوعاتِ اصلی یا فرعیِ مرتبط با این حوزه است.
شاهنامه پژوه بااستناد به منابع تاریخی واگاهی کامل از ادبیات حماسی وادبیات ایرانی به تحلیل این کتاب غنی می پردازد.

## گستره
پیداست که به دلیلِ قدمت، شهرت و همچنین جایگاه بسیار نمایان فردوسی و شاهنامه در طولِ هزاروچند صد سال، این رشته یا دانشِ تخصصّی، گسترهٔ بسیار وسیعی را دربرگرفته است و پرداختن به آن نیازمندِ یک عمر مطالعه و پژوهشِ صِرف و گرایشی در این زمینه است و صد البتّه که هرگز کسی هم به تنهایی — ولو پس از چند دهه مطالعه و بررسی کامل و تخصّصی — نمی‌تواند مدّعیِ اِشراف بر تمام زمینه‌ها و فروعِ شاهنامه‌باشد و تقریباً همهٔ کسانی که به عنوان شاهنامه‌پژوه نام‌بردارند و وقتِ خویش را در این کار گذاشته‌اند در یک یا چند شاخه از حوزه‌های گوناگونِ این دانش، سرآمد و متخصّص اند (مثلاً متن‌شناسیِ شاهنامه یا واژه‌شناسی یا اسطوره‌شناسیِ آن) و نه کلیّتِ شاهنامه‌شناسی.